# Pliniaca
Pliniaca är ett släkte av fjärilar. Pliniaca ingår i familjen Plutellidae.
Kladogram enligt Catalogue of Life:
| Pliniaca | \| \| Pliniaca bakerella \| \| \| \| \| \| Pliniaca sparsisquamella \| \| \| \| |
|          | \| \| Pliniaca bakerella \| \| \| \| \| \| Pliniaca sparsisquamella \| \| \| \| |
|          | Pliniaca bakerella                                                              |
|          |                                                                                 |
|          | Pliniaca sparsisquamella                                                        |
|          |                                                                                 |